# Clupeoides borneensis
Clupeoides borneensis är en fiskart som beskrevs av Bleeker, 1851. Clupeoides borneensis ingår i släktet Clupeoides och familjen sillfiskar. IUCN kategoriserar arten globalt som livskraftig. Inga underarter finns listade i Catalogue of Life.